# Kaajärvi (sjö i Luumäki, Södra Karelen)
Kaajärvi är en sjö i kommunen Luumäki i landskapet Södra Karelen i Finland. Arean är 45 hektar och strandlinjen är 3,67 kilometer lång. Sjön  ingår i Kymmene älvs huvudavrinningsområde.   Den ligger omkring 37 kilometer väster om Villmanstrand och omkring 170 kilometer nordöst om Helsingfors. 